# Dinah Washington Park
Dinah Washington Park est un parc situé au 8215 S. Euclid Avenue, à Chicago dans le secteur communautaire de South Chicago. Il fut nommé pour la chanteuse et résidente de Chicago Dinah Washington. Il est l'un des quatre parcs de Chicago à être nommé d'après le nom de Washington (Washington Park, Harold Washington Park et Washington Square Park). Il est l'un des quarante parcs à être nommé d'après des personnalités afros-américaine.